# Чемпіонат України з легкої атлетики в приміщенні 1993
Чемпіонат України з легкої атлетики в приміщенні 1993 серед дорослих був проведений з 13 по 14 лютого в Києві.
Олександр Багач виборов чемпіонське звання у штовханні ядра, встановивши новий рекорд України в приміщенні (21,32).
Чемпіонство з легкоатлетичних багатоборств було розіграно в межах окремого чемпіонату України з багатоборств в приміщенні, проведеного 23-24 січня у Броварах.

## Призери

### Чоловіки
| Дисципліни                | Золото                                   | Золото    | Срібло                                    | Срібло   | Бронза                                       | Бронза   |
| ------------------------- | ---------------------------------------- | --------- | ----------------------------------------- | -------- | -------------------------------------------- | -------- |
| 60 метрів                 | Владислав Дологодін Харківська область   | 6,67      | Віктор Бризгін Луганська область          | 6,76     | Олексій Чихачов Запорізька область           | 6,87     |
| 200 метрів                | Дмитро Ваняікін Київ                     | 21,59     | Сергій Осович Івано-Франківська область   | 21,92    | Роман Галкін Харківська область              | 22,41    |
| 400 метрів                | Валерій Козлов Житомирська область       | 48,0      | Володимир Дорош Львівська область         | 49,1     | Сергій Сірохман Київська область             | 49,7     |
| 800 метрів                | Андрій Крамінський Херсонська область    | 1.52,06   | Олександр Коснюк Київська область         | 1.52,47  | Валентин Остапенко Закарпатська область      | 1.53,12  |
| 1500 метрів               | Ігор Ліщинський Дніпропетровська область | 3.48,73   | Олег П'ятигорський Запорізька область     | 3.49,34  | Альберт Мітін Київ                           | 3.50,83  |
| 3000 метрів               | Андрій Чорноколпаков Київ                | 8.14,08   | Ігор Сурла Чернівецька область            | 8.15,27  | Віктор Карпенко Київська область             | 8.15,61  |
| 60 метрів з бар'єрами     | Геннадій Дакшевич Харківська область     | 7,73      | Владислав Губа Дніпропетровська область   | 7,85     | Володимир Добриднев Дніпропетровська область | 7,86     |
| 3000 метрів з перешкодами | Микола Матюшенко Київська область        | 8.43,25   | Віталій Мельцаєв Донецька область         | 8.47,65  | Іван Твардовський Тернопільська область      | 8.49,92  |
| Ходьба 5000 метрів        | Анатолій Козлов Сумська область          | 19.08,30  | Сергій П'ятаченко Сумська область         | 19.14,81 | Володимир Дручик Волинська область           | 19.37,21 |
| Стрибки у висоту          | Валерій Опенкін Донецька область         | 2,23      | Володимир Костенко Житомирська область    | 2,23     | Руслан Стіпанов Хмельницька область          | 2,20     |
| Стрибки з жердиною        | Олександр Червоний Черкаська область     | 5,60      | Сергій Фоменко Донецька область           | 5,60     | Сергій Єсипчук Київ                          | 5,50     |
| Стрибки у довжину         | Віктор Попко Дніпропетровська область    | 7,91      | Сергій Лаєвський Дніпропетровська область | 7,89     | Євген Семенюк Київська область               | 7,79     |
| Потрійний стрибок         | Сергій Биков Дніпропетровська область    | 16,89     | Володимир Іноземцев Луганська область     | 16,70    | Володимир Кравченко Дніпропетровська область | 16,65    |
| Штовхання ядра            | Олександр Багач Київська область         | 21,32 NIR | Олександр Клименко Київ                   | 20,84    | Роман Вірастюк Івано-Франківська область     | 19,16    |
| Семиборство               | Михайло Медвідь Київ                     | 5646      | Віктор Радченко Львівська область         | 5582     | Іван Бабій Запорізька область                | 5515     |

### Жінки
| Дисципліни                | Золото                                | Золото   | Срібло                                      | Срібло   | Бронза                                   | Бронза   |
| ------------------------- | ------------------------------------- | -------- | ------------------------------------------- | -------- | ---------------------------------------- | -------- |
| 60 метрів                 | Ірина Слюсар Дніпропетровська область | 7,17     | Людмила Антонова Донецька область           | 7,25     | Оксана Левенець Дніпропетровська область | 7,36     |
| 200 метрів                | Олена Насонкіна Харківська область    | 24,81    | Антоніна Слюсар Дніпропетровська область    | 24,94    | Світлана Біктіна Харківська область      | 25,64    |
| 400 метрів                | Олена Сторчова Київ                   | 55,0     | Людмила Кощей Рівненська область            | 56,4     |                                          |          |
| 800 метрів                | Олена Сторчова Київ                   | 2.05,58  | Олена Завадська Донецька область            | 2.08,89  | Лариса Семененко Миколаївська область    | 2.09,09  |
| 1500 метрів               | Світлана Мирошник Харківська область  | 4.16,6   | Тетяна Позднякова Вінницька область         | 4.17,7   | Віра Рагуліна Запорізька область         | 4.25,7   |
| 3000 метрів               | Тетяна Позднякова Вінницька область   | 9.13,76  | Зоя Казновська Запорізька область           | 9.15,44  | Світлана Мирошник Харківська область     | 9.16,42  |
| 60 метрів з бар'єрами     | Олена Політика Харківська область     | 8,06     | Наталія Колованова Харківська область       | 8,15     | Тетяна Саблева Харківська область        | 8,36     |
| 2000 метрів з перешкодами | Людмила Пушкіна Херсонська область    | 6.22,0   | Анжеліка Аверкова АР Крим                   | 6.27,2   | Ольга Косолапова Київ                    | 6.35,4   |
| Ходьба 3000 метрів        | Тетяна Рагозіна Полтавська область    | 12.15,81 | Наталія Сербіненко Донецька область         | 12.29,74 | Ольга Леоненко Київ                      | 13.06,80 |
| Стрибки у висоту          | Лариса Григоренко Київ                | 1,90     | Лариса Серебрянська Донецька область        | 1,88     | Тетяна Грицачук Київ                     | 1,88     |
| Стрибки у довжину         | Вікторія Вершиніна Київська область   | 6,14     | Алла Нечипорець Рівненська область          | 6,10     | Жанна Будиловська Волинська область      | 6,10     |
| Потрійний стрибок         | Ірина Бабакова Київська область       | 13,70    | Олена Говорова Одеська область              | 12,98    | Т. Тіхая Молдова                         | 12,83    |
| Штовхання ядра            | Валентина Федюшина АР Крим            | 19,40    | Вікторія Павлиш Харківська область          | 17,96    | Надія Лукинів Івано-Франківська область  | 17,78    |
| П'ятиборство              | Ірина Олійник Одеська область         | 3998     | Маргарита Тьомкіна Дніпропетровська область | 3987     | Лариса Тетерюк Київ                      | 3864     |